# 克里斯托弗·雷特科夫斯基
克里斯托弗·雷特科夫斯基（德語：Christoph Letkowski；1982年6月16日—），德國歌手、演員。樂團VON EDEN的主唱。此外他還出演多部電視劇、電影、廣播劇以及舞台劇，一度得到德國電影獎的提名。